# Смерч (фільм, 1996)
«Смерч» (англ. Twister) — американський пригодницький фільм 1996 року про мисливців за торнадо. Режисером фільму був Ян де Бонт, сценаристом — Майкл Крайтон. Головні ролі виконали Гелен Гант та Білл Пекстон.
«Шторм» зібрав 495 млн доларів у всьому світі і став другим фільмом 1996 року за касовими зборами; за оцінками, у США було продано 54,7 млн квитків. Стрічка отримала змішану критику — негативну за сценарій та похвалу за його візуальні ефекти та звуковий дизайн. Фільм номінувався на премію «Оскар» за найкращі візуальні ефекти та найкращий звук, але програв фільмам «День незалежності» та «Англійський пацієнт».

## Сюжет
Джо має особисті рахунки з торнадо — стихія забрала життя її батька, коли вона була ще дитиною. Коли вона виросла, то стала метеорологом і розробляє методику прогнозування виникнення торнадо. Її шлюб з Білом Гардінгом, теж вченим, дав тріщину і вони збираються розійтися. Залишилося тільки підписати папери на розлучення. Проте їм необхідно довести до кінця програму досліджень. Джо і Біл розробили пристрій під назвою Dorothy (Дороті) і завдання в тому, що його повинно засмоктати всередину урагану. Усередині воронки, пристрій випустить спеціальні датчики, які передадуть дані ученим. Дізнавшись про штормове попередження, Джо, Біл і їхня команда, полюють за торнадо, подорожуючи по Оклахомі. Два прилади були знищені у марних і небезпечних для життя спробах змусити торнадо поглинути прилад, що перевозиться на машині. Нарешті, неподалік виник смерч потужністю F5. Сусідня команда таких же одержимих метеорологів на чолі з Джонасом Міллером гине, не встигнувши відхилитися від воронки. Білу і Джо все-таки вдається згодувати торнадо останню (четверту) «Дороті» і самим щасливо врятуватися. Датчики починають передавати цінні дані на комп'ютер. Після того, як ураган стихає, Джо і Біл опиняються в обіймах один в одного.

## У ролях
| Актор                | Роль                        |
| -------------------- | --------------------------- |
| Гелен Гант           | доктор Джоанн «Джо» Гардінг |
| Алекса Вега          | Джоанн в юнності            |
| Білл Пекстон         | Білл Гардінг                |
| Джеймі Герц          | Мелісса Рівс                |
| Кері Елвес           | доктор Джонас Міллер        |
| Філіп Сеймур Гоффман | Дасті Дейвіс                |
| Алан Рак             | Роберт «Кролик» Нурік       |
| Шон Вейлен           | Аллан Сандерс               |
| Джеремі Девіс        | Браян Лоуренс               |
| Джої Слотнік         | Джої                        |
| Тодд Філд            | Тім Льюїс                   |
| Скотт Томпсон        | Джейсон Роу                 |
| Лоїс Сміт            | тітка Мег Грін              |
| Зак Греньє           | Едді                        |
| Річард Лайнбек       | пан Торнтон                 |
| Расті Швіммер        | пані Торнтон                |